# Antonio Ayné Esbert
Antonio Ayné Esbert (Barcelona, 1920 - Mataró, 1980) fue un prolífico historietista español de género cómico, sobre todo en su vertiente infantil. Era primo del editor y guionista de historietas Antonio Ayné Arnau.

## Biografía
Antonio Ayné inició su carrera profesional en la Editorial Valenciana, donde se encargó de realizar todo el material de los primeros números, junto a José Soriano Izquierdo, y creó el cuaderno humorístico El Profesor Carambola (1944).
Colaboró luego con el TBO, donde crearía series como Titin y Topita (1943) o Narizán de la Selva (1946). 
Para el tebeo Chispa de Editorial Toray dibujó El vampiro Draculín (1948-1949) y para Nicolas de Ediciones Cliper, La Familia Taruguez (1952). Un año después, creó su mejor personaje o al menos el más popular, El Conejito Atómico, para "Yumbo".
En 1958, colaboró con la nueva "Hipo, Monito y Fifí", de breve vida.
Para editorial Bruguera, realizó Tom Hates y multitud de páginas de El repórter Tribulete.

## Obra
| Años      | Título                   | Publicación           | Editorial          |
| --------- | ------------------------ | --------------------- | ------------------ |
| 1953-1959 | El Conejito Atómico      | "Yumbo"               | Ediciones Cliper   |
| 1958      | El émulo de Pancho Villa | "Hipo, Monito y Fifí" | Editorial Marco    |
| 1958      | Las aventuras de Tatán   | "Hipo, Monito y Fifí" | Editorial Marco    |
|           | El reporter Tribulete    | "Pulgarcito"          | Editorial Bruguera |